# Lucas Perrin
Lucas Perrin (* 19. November 1998 in Marseille) ist ein französischer Fußballspieler. Der Innenverteidiger steht seit Juli 2025 bei Sporting Gijón unter Vertrag.

## Karriere
Perrin spielte schon in seinen Jugendjahren in seiner Geburtsstadt Marseille bei Olympique. Dort stieg er schnell auf und erhielt 2016, im Alter von 17 Jahren, einen Profivertrag bei deren zweiten Mannschaft. Bereits 2015/16 bekam er jedoch seinen ersten Einsatz in der National 2. Die darauf folgende Saison beendete er mit neun Einsätzen in Frankreichs vierthöchster Fußballliga. In der Saison 2017/18 war er bereits Stammspieler und schoss in 26 Spielen sein erstes Tor für die Mannschaft. 2018 erhielt er dann einen Profivertrag bei der A-Mannschaft. 2018/19 spielte er jedoch nochmal 20 Spiele für die Amateure und konnte erneut einmal treffen. 2019/20 machte er vier Ligaspiele in der Ligue 1. Sein Debüt gab er am 24. September 2019 beim 0:0-Unentschieden gegen den FCO Dijon. In der Saison kam er jedoch parallel auch noch in der B-Mannschaft zu Einsätzen. Am 10. April 2021 (32. Spieltag) schoss er beim 3:3 gegen den HSC Montpellier sein erstes Tor im Profibereich. In der gesamten Saison 2020/21 spielte er in der Liga sieben Mal, wobei er diesen einen Treffer schoss.
Zur Saison 2021/22 wechselte Perrin auf Leihbasis zu Racing Straßburg. Sein Debüt gab er am 14. August 2021 (2. Spieltag) bei einer Niederlage gegen Paris Saint-Germain über 90 Minuten. Sein erstes Tor im neuen Trikot schoss er bei einem 2:2-Unentschieden gegen die AS Saint-Étienne am 25. Spieltag. Nach Ablauf der Leihe verpflichtete Straßburg ihn für anderthalb Millionen Euro fest.
Ende August 2024 wechselte Perrin am letzten Tag der Transferperiode in die 2. Bundesliga zum Hamburger SV. Unter Steffen Baumgart und dessen Nachfolger Merlin Polzin kam er hinter Sebastian Schonlau, Dennis Hadžikadunić und Daniel Elfadli nur zu sechs Zweitligaeinsätzen, wobei er dreimal in der Startelf stand. Daher verließ Perrin den Verein Ende Januar 2025 nach knapp fünf Monaten wieder und wechselte bis zum Ende der Saison 2024/25 auf Leihbasis zum belgischen Erstligisten Cercle Brügge. Dort kam er auf 12 Ligaeinsätze (11-mal in der Startelf), in denen er 2 Tore erzielte. Die Mannschaft sicherte sich in der Relegation gegen Patro Eisden Maasmechelen den Klassenerhalt, wobei Perrin in beiden Spielen über die volle Spielzeit zum Einsatz kam.
Zum Start der Sommervorbereitung 2025 wurde Perrin vom HSV, der während seiner Abwesenheit in die Bundesliga aufgestiegen war, freigestellt. Wenige Tage später wechselte er zum spanischen Zweitligisten Sporting Gijón, bei dem er einen Vertrag bis zum 30. Juni 2027 unterschrieb.